# Jean Bernier (journaliste)
Pour les articles homonymes, voir Jean Bernier et Bernier.
Jean Bernier, né le 29 août 1894 à Marissel (Oise) et mort le 10 août 1975 à Paris, est un écrivain et journaliste français. Après avoir rompu avec le stalinisme en 1929, il devient sympathisant anarchiste. Marqué par la Première Guerre mondiale, il est pacifiste et internationaliste. En 1924, il écrit Tête de mêlée qui met en scène de jeunes gens passionnés par le rugby qui vont se retrouver plongés dans les horreurs de la guerre. En janvier 1938, il collabore avec Victor Serge et Alexandre Croix au numéro spécial du Crapouillot consacré à l’anarchie.

## Biographie

### Origine
Fils de Charles-Nicolas Bernier (membre du Conseil de l’ordre des avocats au Conseil d’État et à la Cour de cassation), Jean Charles Albert Bernier est né le 29 août 1894 à Marissel (Oise). Il fait ses études au lycée Buffon, avant d’obtenir une licence en droit et le diplôme de l’École libre des sciences politiques. Mobilisé le 4 septembre 1914, il est affecté au 117e régiment d’infanterie. Après deux mois d’instruction, il part pour le front le 13 novembre. Promu successivement caporal, sergent puis sous-lieutenant, il combat dans la Somme puis en Champagne. Blessé le 8 décembre 1915, il fait trois mois d’hôpital et quatre de convalescence puis est affecté aux chemins de fer de campagne avant d’être détaché, à partir d’octobre 1916, au ministère des Affaires étrangères.

### Écrivain et journaliste
Comme les jeunes gens de sa génération, notamment ses amis Pierre Drieu la Rochelle et Jean Galtier-Boissière, il est définitivement marqué par son expérience du front. Il adhère à l’Association républicaine des anciens combattants (ARAC, groupement de gauche, vite contrôlé par le mouvement communiste naissant), fondée, en novembre 1917, par Henri Barbusse, Georges Bruyère, Paul Vaillant-Couturier, Boris Souvarine et Raymond Lefebvre, son ami et ex-condisciple de l’École libre de sciences politiques.
En 1920, il écrit La Percée, roman inspiré de ses années de guerre. Le livre obtient le prix « Clarté ». Jean Norton Cru en a dit que c'était « sans conteste le meilleur des romans de guerre au point de vue de l’historien ».
En 1924, il publie Tête de mêlée, un hymne au sport, au rugby en particulier, grâce auquel un jeune garçon parvient à s’émanciper de l’enfance et de l’adolescence, à échapper à sa gouvernante et son milieu bourgeois... mais pas à la guerre, « tonnerres monotones de la chimie industrielle ».
Bernier se lance dans le journalisme, tenant la rubrique des concerts dans le Crapouillot de Jean Galtier-Boissière et collaborant à Clarté (revue fondée en 1919 et dirigée par Barbusse jusqu’en 1923), dont il accompagne les différentes métamorphoses. En 1924, au moment de la parution de Un cadavre (pamphlet écrit par les surréalistes sur la mort d’Anatole France), il manifeste sa sympathie et son intérêt pour leurs idées. L’année suivante, les surréalistes, tentés par la politique, et l’équipe de Clarté, séduite par le surréalisme se rapprochent autour d’un projet de revue, La Guerre civile – qui ne voit pas le jour. À partir de 1924, Bernier collabore à la rubrique « La vie sociale » de L’Humanité, avant de s’occuper, deux ans plus tard, de la rubrique des sports.
En 1926, il noue une brève et intense liaison avec Colette Peignot, la future « Laure », égérie de l’extrême gauche de l’entre-deux-guerres jusqu’à sa mort prématurée en 1938.
À la fin des années 1920, il rompt totalement et définitivement avec le mouvement communiste officiel pour se rapprocher des communistes d’opposition proches de Boris Souvarine. Il collabore à La Critique sociale, fondée en mars 1931, y publiant notamment un article sur « Freud et la religion », des notes de lecture (principalement sur la littérature et la psychanalyse) et une célèbre polémique avec Georges Bataille sur la Psychopathia Sexualis de Krafft-Ebing. En 1933-1934, après le rapprochement de la Fédération communiste indépendante de l’Est avec le Cercle communiste démocratique, il écrit régulièrement dans l’hebdomadaire de ce groupe, Le Travailleur communiste syndical et coopératif, sur des sujets de politique française et internationale. Le 2 mai, la signature d’un pacte franco-soviétique entre Pierre Laval et Staline provoque l’indignation de l’extrême gauche. Il fait partie du comité d’organisation de la Conférence des adversaires de la défense nationale, qui réunit près de cinq cents militants à Saint-Denis les 10 et 11 août. Le 7 octobre 1935, Georges Bataille et ses amis (issus pour la plupart du Cercle communiste démocratique) créent, avec le groupe surréaliste d’André Breton, « Contre-attaque. Union de lutte des intellectuels révolutionnaires », mouvement qui se voulait une alternative d’extrême gauche à l’Association des écrivains et artistes révolutionnaires (AEAR) fondée par le PCF. Le groupe envisage la publication des Cahiers de Contre-attaque, dont un numéro, « La Vie de famille », coordonné par Jean Bernier et Georges Bataille, se réclamait d’une « morale spontanée » des enfants, « turbulente et heureuse », comme principe de « rapports sociaux libérés des misères du système de production actuel ». Les deux hommes se proposent également de consacrer un court fascicule à la Révolution ou la guerre, pour opposer « radicalement [leur] action à tous ceux qui préparent aujourd’hui la répétition de la guerre de 1914 ; qui, sous le prétexte de lutter contre le fascisme, préparent une nouvelle croisade des démocraties » Donnée sous l’égide de ce mouvement, une conférence de Bernier sur « les moyens de la lutte » est alors interrompue par André Breton, qui lui reproche sa collaboration à la revue Les Humbles de Maurice Wullens. En mars 1936, un nouveau tract, Travailleurs, vous êtes trahis !, est rédigé par Bataille, Bernier et Lucie Colliard au nom d’un « Comité contre l’Union sacrée », qui semble vouloir clore et dépasser l’expérience de Contre-Attaque.
Le 11 novembre 1935, Le Libertaire, hebdomadaire de l’Union anarchiste, publie la réponse de Bernier à leur « enquête sur la guerre ». À partir d’octobre 1936, celui-ci commence à y collaborer régulièrement. Une série d’articles sur « La révolution espagnole et l’impérialisme » est reprise peu après en brochure. Il y tente « d’éclairer les contradictions où se débat la révolution espagnole dans ses rapports avec l’Europe impérialiste ». Il analyse également les événements espagnols eux-mêmes dans un article du Crapouillot (janvier 1938), « Espagne rouge et noire », où il affirme l’« actualité de l’anarchisme » devant la « faillite » du réformisme et du bolchevisme.
Admis au syndicat des correcteurs le 8 mai 1936, Bernier participe, avec Henry Chazé (Gaston Davoust), Pierre Dichamp (Pierre Riguidel), Eugène Galopin, Raymond Guilloré, Nicolas Lazarévitch, entre autres, à la fondation du Cercle syndicaliste « Lutte de classes », qui regroupe dans la CGT des militants révolutionnaires d’origines diverses mais unis par le refus conjoint du réformisme et du stalinisme. Bernier participe activement à la rédaction de l’hebdomadaire des Cercles, Le Réveil syndicaliste, y assurant pour l’essentiel une intéressante rubrique de politique internationale. L’amitié de Bernier avec Drieu la Rochelle ne résiste pas aux turbulences de la décennie écoulée et aux divergences politiques des deux hommes. Dans son roman à clefs, Gilles (1939), Drieu la Rochelle fait apparaître Bernier sous les traits de Grégoire Lorin, un marxiste plutôt dogmatique et ridicule. Cependant, dans son testament, Drieu souhaitera la présence de Bernier et celle de Malraux à son enterrement, auquel seul le premier pourra se rendre.

### Seconde Guerre mondiale
Mobilisé en 1939, Bernier est fait prisonnier en juin 1940 et reste en captivité jusqu’en août 1941. Il dit de lui-même que :
rallié à Pétain, quoique hostile à la “Révolution nationale”, [il est] secrétaire de l’organisation des prisonniers de guerre en zone occupée (octobre 1942), démissionne deux mois après, avec la quasi-totalité du Comité directeur, malgré la menace d’internement administratif.

### Après la guerre
Après la guerre, il cesse de militer pour se consacrer à l’étude de la politique internationale, notamment dans Le Journal de Genève, et reprendre sa collaboration au Crapouillot, où il tient une rubrique sur les livres de politique et d’histoire. Il participe également au bulletin La Réalité russe (1950-1958), animé par Nicolas Lazarévitch, qui informait le public français, à partir d’articles traduits de la presse soviétique, de la vie misérable des classes laborieuses en Union soviétique : confrontation du mythe de l’URSS socialiste à la réalité de l’exploitation et de l’oppression des travailleurs soviétiques. Bernier vit les dernières années de sa vie dans la gêne, sinon dans la pauvreté. Il meurt le 10 août 1975.

## Œuvres
- La percée (roman), Paris, Agone, 2000 (1re éd. 1920), 213 p. (ISBN 2-910846-32-6, présentation en ligne)
- Tête de mêlée (roman), Paris, Acratie, 2014 (1re éd. 1924) (présentation en ligne)
- L'amour de Laure (préf. Dominique Rabourdin, postface Jérôme Peignot), Paris, Flammarion, 1978
- La Révolution espagnole et l'impérialisme, Les Cahiers libertaires, no 2, sd [1936 ?], rééd. Espoir/CNT-AIT Essonne, s.d., n.p. ; rééd. in Frank Mintz, Explosions de liberté. Espagne 1936, Hongrie 1956, Acratie/ACL, 1986  (ISBN 2-905691-05-0) « (voir la page consacrée au livre sur le site de l'éditeur) »
- L'Anarchie par Alexandre Croix, (avec Victor Serge), Le Crapouillot, n° spécial, janvier 1938
- La fin misérable de l’expérience Blum, Agone, no 28, 2003.  (ISBN 2-7489-0003-0) « (numéro intégralement téléchargeable sur le site de l'éditeur) »
- Actualité de l’anarchisme, Le Crapouillot, 1938, in Victor Serge, Réflexions sur l’anarchisme, Acratie, 2014

## Distinction
- Prix « Clarté » 1920, pour le roman  La Percée[3].